# Alana Boden
Alana Evie Boden (Surrey, 14 de janeiro de 1997) é uma atriz britânica. Ela é conhecida por seus papéis como Elaine Wiltshire em Ride: A Magia do Cavalo, a jovem Elizabeth Smart em I Am Elizabeth Smart e Lucy em The Invitation.

## Biografia
Boden nasceu em 14 de janeiro de 1997 em Surrey e cresceu em Hampshire. Ela completou seus estudos iniciais na escola secundária local na Inglaterra e foi para a faculdade local no sudeste da Inglaterra, onde concluiu sua graduação.
Boden fez sua estreia na televisão como Beatrice Selfridge na segunda e terceira séries do drama de época da ITV, Mr Selfridge. Ela estrelou como Elaine Wiltshire na série canadense da YTV, Ride: A Magia do Cavalo, sobre uma escola equestre na Inglaterra.
Em 2017, Boden interpretou uma versão jovem da personagem titular Elizabeth Smart no filme biográfico Lifetime I Am Elizabeth Smart.
Boden apareceu nos filmes Hostage Radio e Infamous Six. Em 2022, ela estrela Flowers in the Attic: The Origin, uma prequela da minissérie Lifetime baseada no romance Garden of Shadows. Também naquele ano, ela apareceu nos filmes Uncharted e The Invitation.

## Filmografia

### Cinema
| Ano  | Título                       | Papel                   | Notas                |
| ---- | ---------------------------- | ----------------------- | -------------------- |
| 2014 | Spiritual Contact: The Movie | Jennifer                |                      |
| 2015 | Brash Young Turks            | Python Agent            |                      |
| 2017 | I Am Elizabeth Smart         | Elizabeth Smart (jovem) | Filme para televisão |
| 2019 | Hostage Radio                | Julia                   |                      |
| 2020 | Infamous Six                 | Cola                    |                      |
| 2022 | Uncharted                    | Zoe                     |                      |
| 2022 | The Invitation               | Lucy                    |                      |

### Televisão
| Ano       | Título                           | Papel              | Notas                            |
| --------- | -------------------------------- | ------------------ | -------------------------------- |
| 2014–2015 | Mr Selfridge                     | Beatrice Selfridge | 3 episódios (série 2–3)          |
| 2015      | Doctors                          | Lucy Whiteside     | Episódio: "Plus One"             |
| 2015      | Humans                           | Caroline           | 1 episódio                       |
| 2016      | Wolfblood                        | Niamh / Holly      | 2 episódios                      |
| 2016      | Ride: A Magia do Cavalo          | Elaine Wiltshire   | Elenco principal                 |
| 2018      | Hawaii Five-0                    | Lady Sophie        | Episódio: "Ahuwale Ka Nane Huna" |
| 2018      | Origin                           | Ayko               | Episódio: "Remember Me"          |
| 2020      | Alex Rider                       | Fiona Friend       | 1 episódio                       |
| 2021      | Domina                           | Porcia             | Episódio: "Treason"              |
| 2022      | Flowers in the Attic: The Origin | Alicia Foxworth    | Minissérie                       |

## Prêmios e indicações
| Ano  | Festival                   | Prêmio                                                 | Filme de Cinema ou Televisão | Resultado |
| ---- | -------------------------- | ------------------------------------------------------ | ---------------------------- | --------- |
| 2016 | London Short Film Festival | Rising Star                                            | The Earth Belongs to No One  | Venceu    |
| 2018 | Critics' Choice Awards     | Melhor Atriz em Filme para Televisão ou Série Limitada | I Am Elizabeth Smart         | Indicada  |